# أوراسكوم كونستراكشون
أوراسكوم كونستراكشون بي إل سي هي شركة عمومية محدودة مصرية، يرجع تأسيس الشركة إلى سنة 1976 تحت اسم أوراسكوم للمقاولات العامة والتجارة (وقد كان مؤسس الشركة أنسي ساويرس انطلق في قطاع المقاولات منذ الخمسينات من خلال شركة أخرى وقع تأميمها سنة 1961). كانت الشركة تملك وحدة مختصة في قطاع صناعة الأسمنت، ولها وحدات إنتاجية في عدة دول أهمها مصر، الجزائر، تركيا، إسبانيا... قامت ببيعها في ديسمبر 2007 لصالح لافارج الفرنسية في صفقة بلغت 12.81 مليار دولار. بلغت إيرادات الشركة سنة 2006 2.865 مليار دولار. مدرجة منذ سنة 1999 في بورصتي القاهرة والإسكندرية.

## المساهمون
تتوزع نسب المساهمين في الشركة كالتالي:
- ناصف أنسي نجيب ساويرس (34.4849%)
- سيستانابل كابيتال افريكا الفا فند (15.7097%)
- سميح أنسي ساويرس (11.799%)
- ميلندا فينتك جيت (5.5878%)
- نجيب انسى نجيب ساويرس (5.5153%)
- مؤسسة بيل ومليندا غيتس (0.225%)
- وثائق إستثمار صندوق مؤشر إي جي إكس 30 (0.005%)

## الشركات التابعة
تمتلك شركة أوراسكوم للاستثمار القابضة نسبة مختلفة في عدة أنشطة وشركات هي:
| - أوراسكوم المنطقة الحرة (100.00%) - أوراسكم هولدنج كوبيراتيف (100.00%) - أوراسكوم لطاقة الرياح (100.00%) - أوراسكوم القابضة المحدودة (100.00%) - أوراسكوم التجارية (100.00%) - أوراسكوم كونستراكشن الولايات المتحدة إنك (100.00%) - أوراسكوم انفستمنتس (100.00%) - أوراسكوم لصناعات البناء - باكستان (100.00%) - أوراسكوم للانشاء والصناعة - الجزائر (99.90%) - أوراسكوم للانشاءات - نيجيريا (99.90%) - أوراسكوم للطاقة الشمسية (60.00%) - أوراسكوم تيرفى شيكدا المحدودة (50.00%) - أو سي للاستثمارات (100.00%) - أو سي اوفرسيز انترناشيونال (100.00%) |  | - أو سي اي كونستركشن بي في (100.00%) - أو سى إنترناشونال المحدودة (100.00%) - كونتراك اف ام (100.00%) - كونتراك بي في (100.00%) - كونتراك انترناشيونال ذ م م - البحرين (100.00%) - مينا للتعدين (100.00%) - ريد سي هولدينج بي في (100.00%) - شركة المعدات الوطنية (100.00%) - الشركة الجزائرية لصناعة الأسمنت (99.90%) - صناعات الألومنيوم والضوء (100.00%) - كونستركشن سيجمنت اوف او سي اي (99.84%) - إماجرو كونستراكشن إس أر إل (49.90%) - رأس غارب لطاقة الرياح ش م م (20.00%) - الوطنية المصرية لصناعة السكك الحديدية (15%) |

## وصلات خارجية
- الموقع الرسمي للشركة.
- الصفحة الرسمية للشركة على موقع فيس بوك.